# Ruffushi
Ruffushi is een van de onbewoonde eilanden van het Haa Dhaalu-atol behorende tot de Maldiven.